# Campeonato Europeu de Beisebol de 1999
O Campeonato Europeu de Beisebol de 1999 foi a 26º edição do principal torneio entre seleções nacionais de beisebol da Europa. A campeã foi a Seleção Neerlandesa de Beisebol, que conquistou seu 16º título na história da competição. O torneio foi sediado na Itália.